# Речной (Архангельская область)
Речно́й — посёлок в Верхнетоемском районе Архангельской области. Входит в состав Сефтренского сельского поселения.

## История
В 1963 году указом Президиума Верховного Совета РСФСР посёлок Колокольный переименован в Речной.

## Население
| 2002 | 2010 | 2012 |
| ---- | ---- | ---- |
| 110  | ↘28  | ↗49  |